# Zavargás a Lila akác közben
A Zavargás a Lila akác közben (Down the Block There's a Riot) a Született feleségek (Desperate Housewives) című amerikai filmsorozat száznegyvennegyedik epizódja. Az Amerikai Egyesült Államokban először az ABC (American Broadcasting Company) adó vetítette 2010. december 12-én.

## Mary Alice epizódzáró monológja
- A narrátor, Mary Alice monológja az epizód végén így hangzik (a magyar változat alapján):

"A nap még nem kelt föl a Lila akác köz fölött, de a rémült bámészkodók sikoltozása már elült, a tüntetők dühös skandálása sem hallatszott, sem a sebesültek segélykiáltásai, az utcakövön csak egy férfi léptei kopogtak, aki végre megbüntette az őt elárulókat. Majd a csöndet hirtelen megtörte valami, amire a szomszédok később azt mondták, hogy úgy hangzott, mint egy lövés, de Paul tudta jól, hogy az a bosszú hangja volt."

## Az epizód cselekménye
Lynette a csapata szervezésében vesz részt, Renée és Tom megállapodnak hogy a titkutak biztonságba tartsák, de mikor megtudja Tom, hogy Susan tud róla, könyörög neki, hogy ne mondja el Lynette-nek. A tüntetéskor egy lövés hallatszik, melyet Bree pisztolya süt el, az égre nézve. Ekkor mindenki menekül, de a tüntetés vége rosszul sül el. Susant összetapossák, Leet agyonverték és Keith apját, kórházba szállítoták. Este Paul azt hiszi, hogy minden a terv alapján ment, de valaki lelövi.